# Họ Điệp cánh
Họ Điệp cánh, tên khoa học Anomiidae, là một họ trai nước mặn, động vật thân mềm hai mảnh vỏ sống ở đại dương, có họ hàng với điệp và hàu. Họ này được ghi nhận có chứa 7 chi con.
Họ này được biết đến với một số tên phổ biến, bao gồm cả điệp cánh, ốc leng keng, móng chân tiên và hàu yên ngựa.

## Mô tả
Điệp cánh có lớp vỏ cực kỳ mỏng, gần như trong suốt, giống như tờ giấy. Hình dáng vỏ điệp cánh thường tương tự hình dạng của vật mà chúng bám vào - thường là đá hoặc vỏ lớn của sinh vật khác.

## Công dụng
Thịt của loài trong họ này có vị đắng khó chịu và không ăn được. Tuy nhiên, vỏ của chúng lại được sử dụng nhiều trong công nghiệp bao gồm sản xuất thành phẩm, hoặc là một phần của sản phẩm keo, phấn, sơn, sơn cánh kiến và chất hàn. Vỏ của một số loài còn được sử dụng làm vật liệu trang trí như chao đèn ở Châu Á.

## Chi và loài
Các chi và loài sau đây được Cơ quan đăng ký các loài sinh vật biển thế giới công nhận:
- Anomia
  - Anomia achaeus Grey, 1850
  - Anomia chinensis Philippi, 1849
  - Anomia cytaeum Grey, 1850
  - Anomia ephippium Linnaeus, 1758
  - Anomia macostata Huber, 2010
  - Anomia peruviana d'Orbigny, 1846
  - Anomia simplex d'Orbigny, 1842
  - Anomia trigonopsis Hutton, 1877
- Enigmonia
  - Enigmonia aenigmatica (Holten, 1803)
- Heteranomia
  - Heteranomia squamula ( Linnaeus, 1758 )
- Isomonia
  - Isomonia alberti (Dautzenberg & H. Fischer, 1897)
  - Isomonia umbonata (Gould, 1861)
- Monia
  - Monia colon (Gray, 1850)
  - Monia deliciosa Iredale, 1936
  - Monia macroschisma ( Deshayes, 1839)
  - Monia nobilis (Reeve, 1859)
  - Monia patelliformis ( Linnaeus, 1767)
  - Monia squama (Gmelin, 1791)
  - Monia timida Iredale, 1939
  - Monia zelandica (Xám, 1843)
- Patro
  - Patro australis (Gray in Jukes, 1847)
  - Patro undatus
- Pododemus
  - Pododesmus foliatus (Broderip, 1834)
  - Pododesmus macrochisma (Deshayes, 1839)
  - Pododesmus patelliformis ( Linnaeus, 1761) ]
  - Pododesmus rudis (Broderip, 1834)]